# Daniele Bernardes
Daniele Bernardes Milan (São Bernardo do Campo, 6 de agosto de 1984) é uma judoca paralímpica brasileira.
Deficiente visual desde os 2 anos de idade, compete na categoria B3.
Conquistou duas medalhas de bronze em Atenas 2004 e Pequim 2008 no judô para atletas de até 57kg e outro bronze em Londres 2012 no para atletas de até 63kg.